# Pomelnic

Pomelnicul din 1843 la proscomidia bisericii de lemn din Urși, Vâlcea.

Pomelnicul  (sl. pomĕnĩnikŭ) este o listă cu numele persoanelor în viață sau decedate pe care credincioșii le dau preotului pentru a fi pomenite în timpul Sfintei Liturghii sau a altor slujbe religioase ori rugăciuni. 
Pomelnicele se mai numesc și diptice, dar dipticele pot avea un sens mai larg, putând fi și liste de nume folosite de o Biserică autocefală pentru pomenirea întâistătătorilor din toate Bisericile autocefale din lume. Numele din diptice sunt citite la Sfânta Liturghie de către diaconi (și uneori repetate de cor) doar la Sfânta Liturghie Arhierească slujită de un patriarh sau întâistătător autocefal. Expresia scrierea numelui unui episcop în diptice înseamnă că Biserica se consideră în comuniune cu acesta iar îndepărtarea numelui unui episcop înseamnă ruperea comuniunii cu el. De asemenea, dipticele episcopale îi pun pe episcopi în ordinea demnității lor de onoare în cadrul Bisericii.
Și mănăstirile au diptice, cu călugării care au viețuit și viețuiesc în acea mănăstire, după cum și cu stareții lor.

## Istoric
Istoria pomelnicului este veche, și direct legată de dipticele antice, care încep să fie utilizate încă din timpurile apostolice.
În mod concret dipticele antice (gr. diptykhos sau diptycha) erau două tăblițe cerate sau din pergament care se puteau închide ca o carte, folosite deja de romani. 
Utilizarea dipticelor în cultul creștin se generalizează în secolul al IV-lea. În timpul canonului euharistic, fie în timpul proscomidiei, dipticele erau citite de diacon cu voce tare. Mai târziu, odată cu înmulțirea credincioșilor, din motive practice, dipticele au început să fie citite doar cu voce joasă la proscomidie.